# Marc Demeyer
Marc Demeyer (ur. 19 kwietnia 1950 w Avelgem, zm. 20 stycznia 1982 w Merelbeke) – kolarz belgijski. W latach 1972–1982 odniósł 67 zwycięstw. Do 1972 był amatorem.
Sześć razy wystąpił w Tour de France. Wygrał dwa etapy – w 1978 i 1979. W klasyfikacji generalnej najwyżej był 1974 – ukończył wyścig na 41. miejscu.
Inne sukcesy Demeyera to:
- zwycięstwo w Paryż-Bruksela (1974)
- zwycięstwo (1976) i trzecie miejsce (1974) w Paryż-Roubaix
- dwa wygrane etapy w Giro d'Italia (1977)
- wygrane etapy w takich wyścigach jak Quatre jours de Dunkerque, Critérium du Dauphiné Libéré, Tour de Luxembourg, Tour de Belgique.